# 공명정대
공명정대(1983년 5월 14일 ~ )는 대한민국의 힙합 가수이다. 2000년 Waldorf의 멤버로 데뷔, 이후 2005년 조PD Brooklyn Mixtape vol.1 참여를 거쳐 2007년 솔로 앨범을 발표하였으며, 현재는 TATA Clan 소속이다. 크루는 New Block Babyz, 소속사는 TATA Company이다. 재즈 피아노 및 사운드 엔지니어링을 전공한 이력이 있다.

## 바이오그래피
공명정대는 3남매 중 막내로 1983년 태어났다. 그는 어릴 때부터 가야금을 배운 경험과, 클래식을 좋아하는 어머니의 영향으로 음악에 관심을 가지게 되었으며, 친구들과 어울리면서 외국 뮤지션들을 찾아 듣다가 힙합에 빠지게 되었다. 2000년 경, 2no와 함께 듀오 Waldorf를 결성하여 음악을 시작하였으며, 프로듀서 TATA와 뜻이 맞아 TATA Clan의 멤버로 들어가게 된다. 여기서 그는 Bitter Smile이란 제목의 시리즈 곡을 발표하여 온라인 활동으로 어느 정도 인기를 얻었다.
그가 공식적인 데뷔를 한 것은 조PD가 기획한 컴필레이션 앨범 Brooklyn Mixtape vol.1에 참여를 통해서였으며, 그는 앨범 참여진 중 유일하게 신인이었다. 여기서 그는 JDee란 이름을 썼으며, 그 다음해 작업 중이던 그의 첫 앨범이 문화관광부 정책 사업으로 문화컨텐츠 진흥원에서 진행된 ‘2006 음악산업진흥정책 사업’에 선정되는 성과를 얻었다. 이 앨범은 2007년 2월에 발표되었으며, 타이틀곡은 〈헬로 안녕하세요〉였으나 매니아들 사이에서는 Outsider와 함께 한 어2쿠ya가 더욱 큰 인기를 끌었다 — 이 곡은 Outsider의 빠른 랩 외에도 Baby V.O.X., 전 S#arp의 멤버 이지혜, 아유미 등등을 겨냥한 듯한 가사가 담겨있어 화제가 되었다. 이후 공명정대는 가사에 대해 "이 노래는 여성을 비하한 곡도 아니고, 특정 가수를 비판한 곡도 아니"라며 "(음악적인 것보다 외모 등 음악 외적인 것에 집중하는) 마케팅이나 프로모션에 대해서 이야기하고 싶었던 것"이라고 밝혔다.
첫 앨범 활동 후 그는 Lil' Cheesy, Bonfa와 함께 팀을 결성하였으며, 이 팀은 소속사의 이름 TATA Clan을 물려받았다. TATA Clan은 2008년 발표한 1집의 타이틀곡 〈젓가락〉으로 어느 정도 대중적으로 이름을 알리는데 성공하였다. 이들은 당시 스스로의 음악 컨셉을 "불량 식품 같은 음악"이라고 표현하였다.
2010년 11월 현재 공명정대의 가장 최근 활동은 2009년 12월에 나온 TATA Clan의 Love & Dung을 발표한 것이다. 이외에는 공연 쪽으로 활동을 이어가고 있다. 10월에는 Soul Connection의 Csp, 같은 팀 멤버 Lil' Cheesy와 함께 공연 팀 Crispi Crunch를 결성하였다. 이들은 11월 22일 싱글을 내고 활동을 개시하였다. 이후 2011년에 들어와서도 Crispi Crunch는 꾸준히 활동을 이어나갔으나, 2011년 여름 공명정대는 Crispi Crunch에서 탈퇴하여 Lil Cheezy와 Csp 두 명만이 활동하고 있다.
2011년 말에는 New Block Babyz 크루에 합류하여 활동을 시작하였다. 2012년 6월 군입대를 하여 활동을 일시 중단하였다.
대표곡: 헬로 안녕하세요, 어2쿠ya, 러밴덩

## 디스코그래피

### 솔로 앨범
- 2007년 2월 12일 Welcome to the TATA Clan

### TATA Clan
- 2008년 7월 15일 Internet Killed Video Star
- 2008년 12월 12일 Santa Clan
- 2009년 12월 29일 Love & Dung

## 이름
- 공명정대는 많은 이들이 예명으로 알고 있으나, 실은 본명으로, 성은 공 씨이다.[2]
- JDee는 활동 초반에 그가 썼던 예명으로, 첫 앨범 발표 시에는 공명정대 aka JDee라고도 나왔으나, 현재는 거의 쓰지 않고 있다. JDee는 그의 본명 뒤의 두 글자 "정대"의 이니셜로 추측된다.